# Valmascle

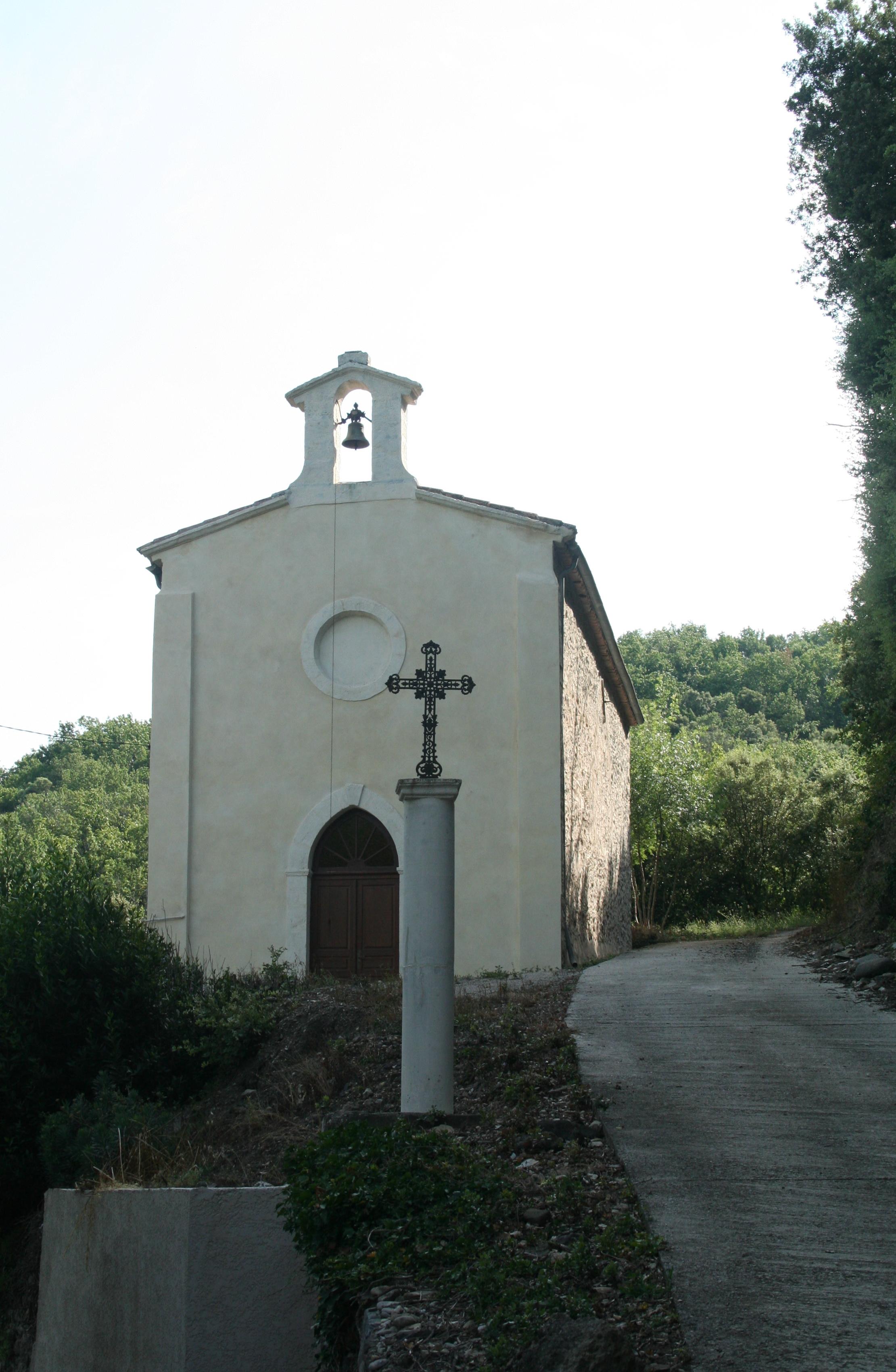
Kościół św. Piotra w Valmascle, 2008

Valmascle – miejscowość i gmina we Francji, w regionie Oksytania, w departamencie Hérault.
Według danych na rok 1990 gminę zamieszkiwało 41 osób, a gęstość zaludnienia wynosiła 6 osób/km² (wśród 1545 gmin Langwedocji-Roussillon Valmascle plasuje się na 859. miejscu pod względem liczby ludności, natomiast pod względem powierzchni na miejscu 913.).

## Populacja

Populacja Valmascle w latach 1962-2008